# Kids' Choice Award alla serie TV preferita
Il Kids' Choice Award alla serie TV preferita (Favorite TV Show) è un premio assegnato annualmente ai Kids' Choice Awards, a partire dal 1988, alla serie televisiva preferita dai telespettatori. Dal 2015 si è diviso in due categorie, Kids e Famiglie.

## Vincitori e candidati

### 1980
- 1988
  - ALF
  - The Cosby Show
  - Genitori in blue jeans
- 1989
  - The Cosby Show
  - ALF
  - Genitori in blue jeans

### 1990
- 1990
  - The Cosby Show
  - Doogie Howser, M.D.
  - Sposati... con figli
- 1991
  - I Simpson
  - In Living Color
  - Willy, il principe di Bel-Air
- 1992
  - Beverly Hills, 90210
  - In Living Color
  - Willy, il principe di Bel-Air
- 1994
  - Quell'uragano di papà
  - Martin
  - Willy, il principe di Bel-Air
- 1995
  - Quell'uragano di papà
  - Martin
  - Willy, il principe di Bel-Air
- 1996
  - Quell'uragano di papà
  - Otto sotto un tetto
  - Willy, il principe di Bel-Air
  - Sister, Sister
- 1997
  - Quell'uragano di papà
  - All That
  - America's Funniest Home Videos
  - Piccoli brividi
- 1998
  - Kenan & Kel
  - Quell'uragano di papà
  - Sabrina, vita da strega
  - Sister, Sister
- 1999
  - All That
  - Settimo cielo
  - Crescere, che fatica!
  - Buffy the Vampire Slayer

### 2000
- 2000
  - All That
  - Settimo cielo
  - Crescere, che fatica!
  - Sabrina, vita da strega
- 2001
  - Malcolm in the Middle
  - Settimo cielo
  - Friends
  - Sabrina, vita da strega
- 2002
  - Lizzie McGuire
  - Settimo cielo
  - Buffy the Vampire Slayer
  - Friends
- 2003
  - Lizzie McGuire
  - Settimo cielo
  - All That
  - Friends
- 2004
  - All That
  - Fear Factor
  - Friends
  - Lizzie McGuire
- 2005
  - American Idol
  - Drake & Josh
  - Fear Factor
  - Lizzie McGuire
- 2006
  - Drake & Josh
  - American Idol
  - Fear Factor
  - That's So Raven
- 2007
  - American Idol
  - Drake & Josh
  - Fear Factor
  - Zack e Cody al Grand Hotel
- 2008
  - Drake & Josh
  - Hannah Montana
  - iCarly
  - Zack e Cody al Grand Hotel
- 2009
  - iCarly
  - Hannah Montana
  - Zack e Cody al Grand Hotel
  - Zoey 101

### 2010
- 2010
  - iCarly
  - Sonny tra le stelle
  - Zack e Cody sul ponte di comando
  - I maghi di Waverly
- 2011
  - iCarly
  - Big Time Rush
  - Zack e Cody sul ponte di comando
  - I maghi di Waverly
- 2012
  - Victorious
  - Buona fortuna Charlie
  - iCarly
  - I maghi di Waverly
- 2013
  - Victorious
  - Buona fortuna Charlie
  - iCarly
  - I maghi di Waverly
- 2014
  - Sam & Cat
  - The Big Bang Theory
  - Buona fortuna Charlie
  - Jessie
- 2015 Kids
  - Austin & Ally
  - Dog with a Blog
  - Emma una strega da favola
  - Henry Danger
  - Jessie
  - Nicky, Ricky, Dicky & Dawn
- 2015 Family
  - Modern Family
  - Agents of S.H.I.E.L.D.
  - The Big Bang Theory
  - The Flash
  - Gotham
  - Once Upon a Time
- 2016 Kids
  - I Thunderman
  - Austin & Ally
  - Girl Meets World
  - Henry Danger
  - Jessie
  - Lab Rats
- 2016 Family
  - I Muppet
  - Agents of S.H.I.E.L.D.
  - The Big Bang Theory
  - The Flash
  - Modern Family
  - Once Upon a Time
- 2017 Kids
  - Henry Danger
  - Game Shakers
  - Girl Meets World
  - Nicky, Ricky, Dicky & Dawn
  - I Thunderman
- 2017 Family
  - Le amiche di mamma
  - Agents of S.H.I.E.L.D.
  - The Big Bang Theory
  - Black-ish
  - The Flash
  - Supergirl
- 2018
  - Stranger Things
  - The Big Bang Theory
  - The Flash
  - Le amiche di mamma
  - Henry Danger
  - K.C. Undercover
  - Power Rangers Ninja Steel
  - I Thunderman
  - I Simpson
- 2019 Funny
  - Le amiche di mamma
  - The Big Bang Theory
  - Summer Camp
  - Henry Danger
  - Modern Family
  - A casa di Raven
- 2019 Drama
  - Riverdale
  - Una serie di sfortunati eventi (serie televisiva)
  - Le terrificanti avventure di Sabrina
  - The Flash
  - Stranger Things
  - The Walking Dead

### 2020
- 2020 Kids
  - Henry Danger
  - Una serie di sfortunati eventi (serie televisiva)
  - All That
  - Summer Camp
  - A casa di Raven
- 2020 Family
  - Stranger Things
  - Le amiche di mamma
  - Modern Family
  - The Big Bang Theory
  - The Flash
  - Power Rangers Beast Morphers
  - Young Sheldon
  - I Simpson
- 2021 Kids
  - Alexa & Katie
  - Hai paura del buio?
  - Danger Force
  - Henry Danger
  - High School Musical: The Musical: La serie
  - A casa di Raven
- 2021 Family
  - Stranger Things
  - Black-ish
  - Cobra Kai
  - Le amiche di mamma
  - The Mandalorian
  - Young Sheldon
- 2022 Kids
  - High School Musical: The Musical: La serie
  - Hai paura del buio?
  - Danger Force
  - A casa di Raven
  - That Girl Lay Lay
  - Il club delle babysitter
- 2022 Family
  - iCarly (2021)
  - Cobra Kai
  - The Flash
  - Loki
  - WandaVision
  - Young Sheldon
- 2023 Kids
  - Due fantagenitori - Ancora più fanta
  - Hai paura del buio?
  - A casa di Raven
  - That Girl Lay Lay
  - High School Musical: The Musical - La serie
  - Ms. Marvel
  - Stoffa da campioni - Cambio di gioco
- 2023 Family
  - Mercoledì
  - Cobra Kai
  - iCarly (2021)
  - Obi-Wan Kenobi
  - She-Hulk: Attorney at Law
  - Stranger Things
  - La vera casa dei Loud
  - Young Rock
  - Young Sheldon
- 2024 Kids
  - Percy Jackson e gli dei dell'Olimpo
  - Danger Force
  - High School Musical: The Musical - La serie
  - The Muppets Mayhem
  - Power Rangers Cosmic Fury
  - A casa di Raven
  - La vera casa dei Loud
  - Tyler Perry's Young Dylan
- 2024 Family
  - Young Sheldon
  - Abbott Elementary
  - Avatar - La leggenda di Aang
  - Piccoli Brividi
  - iCarly
  - Loki

## Serie tv con più premi
4 premi
- Quell'uragano di papà
- iCarly

3 premi
- All That
- Stranger Things

2 premi
- American Idol
- The Cosby Show
- Drake & Josh
- Lizzie McGuire
- Victorious
- Henry Danger